# عبد الصمد بدوي
عبد الصمد بدوي هو لاعب كرة قدم مغربي محترف، من مواليد 24 أغسطس 1999، يلعب في مركز الظهير الأيمن لنادي الرجاء الرياضي، بدأ مسيرته مع الرجاء قبل أن ينضم إلى نادي الشباب الرياضي السالمي في عام 2019، حيث حصل معهم على أول صعود لهم على الإطلاق إلى البطولة الوطنية، وفي يناير 2022، عاد إلى نادي الرجاء.

## حياته
ولد عبد الصمد بدوي في 24 أغسطس 1999 في الدار البيضاء، وبدأ لعب كرة القدم في الشوارع قبل أن يلتحق بأكاديمية الرجاء الرياضي في مجمع الوازيس.

## مهنة النادي

### الرجاء
في عام 2018، بدأ اللعب مع النادي على مقاعد الاحتياط بقيادة عبد الإله فهمي لكنه لم يثبت نفسه كبداية.

### الشباب السالمي
في عام 2019، انضم إلى نادي الشباب الرياضي السالمي الذي فازت للتو بالدوري المغربي الدرجة الثالثة 2017-18 تحت إشراف رضوان الحيمر. وخلال موسمه الأول، سرعان ما أصبح لاعبًا أساسيًا وكان الفريق قريبًا جدًا من الصعود لكنه احتل المركز الخامس. احتل نادي السالمي المركز الثاني في نهاية موسم 2020-21 بدوري الدرجة الثانية بفارق نقطة واحدة عن أولمبيك خريبكة، الذي صعد لأول له إلى البطولة الوطنية المغربية. وخلال صيف عام 2021، رفض التوقيع مع نادي النهضة البركانية على رغم الاتفاق الذي تم التوصل إليه بين فوزي لقجع وبوشعيب بن الشيخ ، رئيس الشباب السالمي. وفي 19 ديسمبر 2021، بعد إصابة طويلة، ظهر لأول مرة في البطولة ضد يوسفية برشيد، لعب 10 دقائق (الخسارة 1-2).

### العودة إلى الرجاء
في 31 يناير 2022، عاد إلى ناديه السابق الرجاء ووقع عقدًا لمدة أربع سنوات ونصف. وفي 7 أبريل، لعب أول مباراة له ضد قصبة تادلة في دور الـ16 لكأس العرش (فوز 0-1). وفي 8 أكتوبر في نيامي، لعب أول مباراة دولية له ضد نيجيليك في الجولة الثانية من دوري أبطال إفريقيا 2022-23 (الفوز 0-2).

## روابط خارجية
- عبد الصمد بدوي على موقع قاعدة بيانات كرة القدم.إي يو (الإنجليزية)
- عبد الصمد بدوي على موقع كووورة